# Natasja

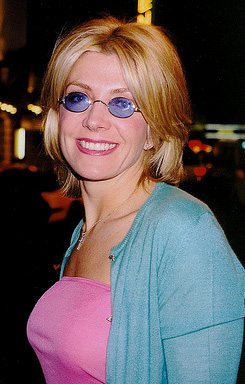
Natasha Richardson, 1999.

Natasja, Natasha, (kyrilliska Наташа) är ett ursprungligen ryskt kvinnonamn, ett smeknamn för Natalja. Se ryska namn.

## Urval av personer med namnet Natasja
- Natacha Atlas, belgisk sångerska
- Natasha Bedingfield, brittisk sångerska
- Natascha Kampusch, österrikisk författare, kidnappad som ung
- Natacha Peyre, Elena Belle, svensk realitymedverkande
- Natasha Richardson, brittisk skådespelare
- Natasja Saad, dansk sångerska

## Fiktiva personer
- Natasja Rostova i Krig och fred av Lev Tolstoj